# Podoribates javensis
Podoribates javensis är en kvalsterart som först beskrevs av Rainer Willmann 1932.  Podoribates javensis ingår i släktet Podoribates och familjen Mochlozetidae.

## Underarter
Arten delas in i följande underarter:
- P. j. javensis
- P. j. africanus